# Конарковская-Соколов, Хенрика
Хенрика Конарковская-Соколов (пол. Henrijeta Konarkowska-Sokolov; при рождении Конарковская; род. 14 декабря 1938, Иновроцлав, Куявско-Поморское воеводство) — сербская шахматистка, гроссмейстер (1986).

## Шахматная карьера
Участница многих чемпионатов Польши (1953—1964); чемпионка страны (1959 и 1964). В составе команды Польши участница шахматной Олимпиады (1963, 1-я доска). Успешно выступив в зональных турнирах ФИДЕ 1960 и 1963, участвовала в турнирах претенденток: Врнячка-Баня (1961) — 11-е и Сухуми (1964) — 7—8-е места (с В. Борисенко). С 1965 живёт в Югославии (замужем за шахматистом В. Соколовым).
Участница турнира претенденток в Суботице (1967) — 11—12-е места. В составе команды Югославии участница Олимпиад 1969 (бронзовая медаль в личном зачёте) и 1972 (золотая медаль в личном зачёте).
Лучшие результаты в других международных соревнованиях: Блед (1957) — 3-е; Тбилиси (1960) — 5—6-е; Пётркув-Трыбунальски (1965) — 2-е; Вейк-ан-Зее (1970) — 2—5-е; Врнячка-Баня (1971) — 4—7-е места.

## Изменения рейтинга
| Графики недоступны из-за технических проблем. См. информацию на Фабрикаторе и на mediawiki.org. |